# Poggio Civitella
Poggio Civitella è un colle di 661 metri s.l.m. in Val d'Orcia, a due chilometri da Montalcino, che deve il suo nome alla presenza in età etrusca di un villaggio, rimasto sepolto sotto le mura di una fortificazione. 
Da sempre note, le rovine della fortezza vennero classificate negli anni venti del Novecento, dall'archeologo Ranuccio Bianchi Bandinelli, come appartenenti ad un castelliere protostorico.

## Descrizione
Nel 1951 furono trovati alcuni vasi etruschi in bucchero e nel 1993 ebbero inizio gli scavi sistematici, sotto la direzione dell'Università di Firenze, grazie ai quali fu completamente messa in luce e restaurata per la prima volta nella storia plurisecolare dell'Etruscologia una fortezza etrusca di età ellenistica (inizi III secolo a.C.), dotata di tre cinte murarie di cui la sommitale in pietra e le altre in terra e legname. Probabilmente la fortezza fu voluta dalla città di Chiusi in difesa verso l'espansione romana. L'anello sommitale è oggi comprensibile in tutte le sue parti: la porta di accesso con due battenti, una postierla dotata di garitta per il posto di guardia, la rampa di accesso agli spalti, gli alloggiamenti per la guarnigione, una cisterna per la raccolta dell'acqua piovana. Gli scavi hanno anche chiarito che la fortezza era sorta sulle rovine di un villaggio di VI-V secolo a.C. le cui abitazioni sono state anch'esse restaurate. Il villaggio era dotato anche di un sacello e di un'area artigianale per la lavorazione del ferro nella quale è stata messa in luce una singolare struttura adibita a carbonaia per alimentare il fuoco della vicina forgia. Le campagne di scavo e restauro si sono concluse nel 2005 e nel 2008 il Parco Archeologico di Poggio Civitella è stato ufficialmente inaugurato e aperto al pubblico. Trovandosi sul percorso trekking che porta all'Abbazia di Sant'Antimo, il sito veniva visitato da folte schiere di escursionisti. Contemporaneamente i materiali venivano esposti in una nuova sezione allestita nel Museo Civico di Montalcino.
In seguito, un finanziamento della Regione Toscana ha consentito di realizzare una reception con servizi igienici, completare tettoie e pannelli bilingui, ricostruire una casa del villaggio arcaico ed un tratto del secondo anello difensivo della fortezza in terra e legname, di dotare il parco di illuminazione, fontanelle, una strada per mezzi riservati ai disabili, un parcheggio. Infine il parco è stato rinchiuso con una recinzione provvista di cancello.
A partire dall'estate del 2018 il parco è visitabile dietro prenotazione presso la Pro Loco di Montalcino.

## Galleria d'immagini

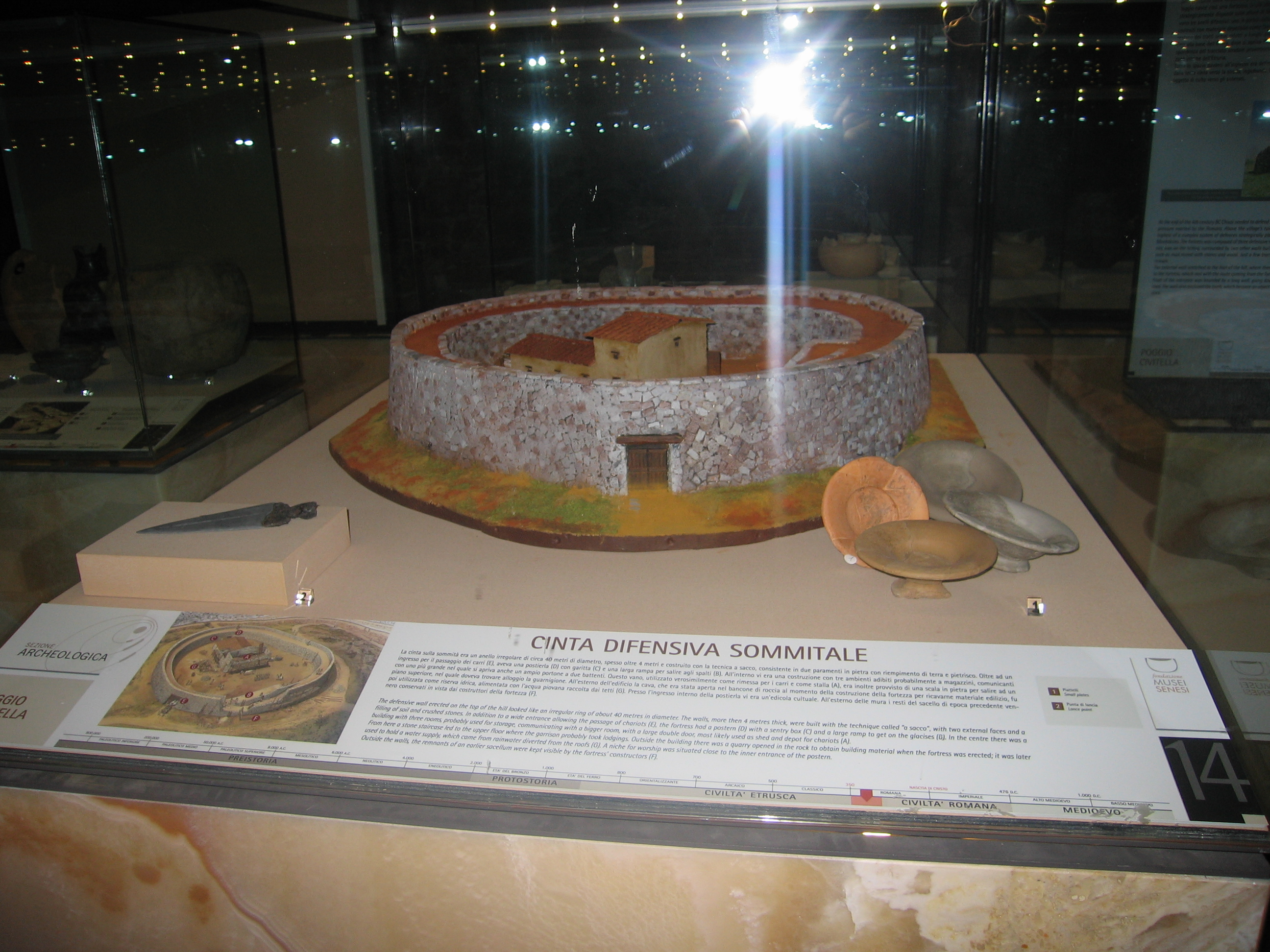
Modellino della Fortezza di Poggio Civitella al Museo di Montalcino
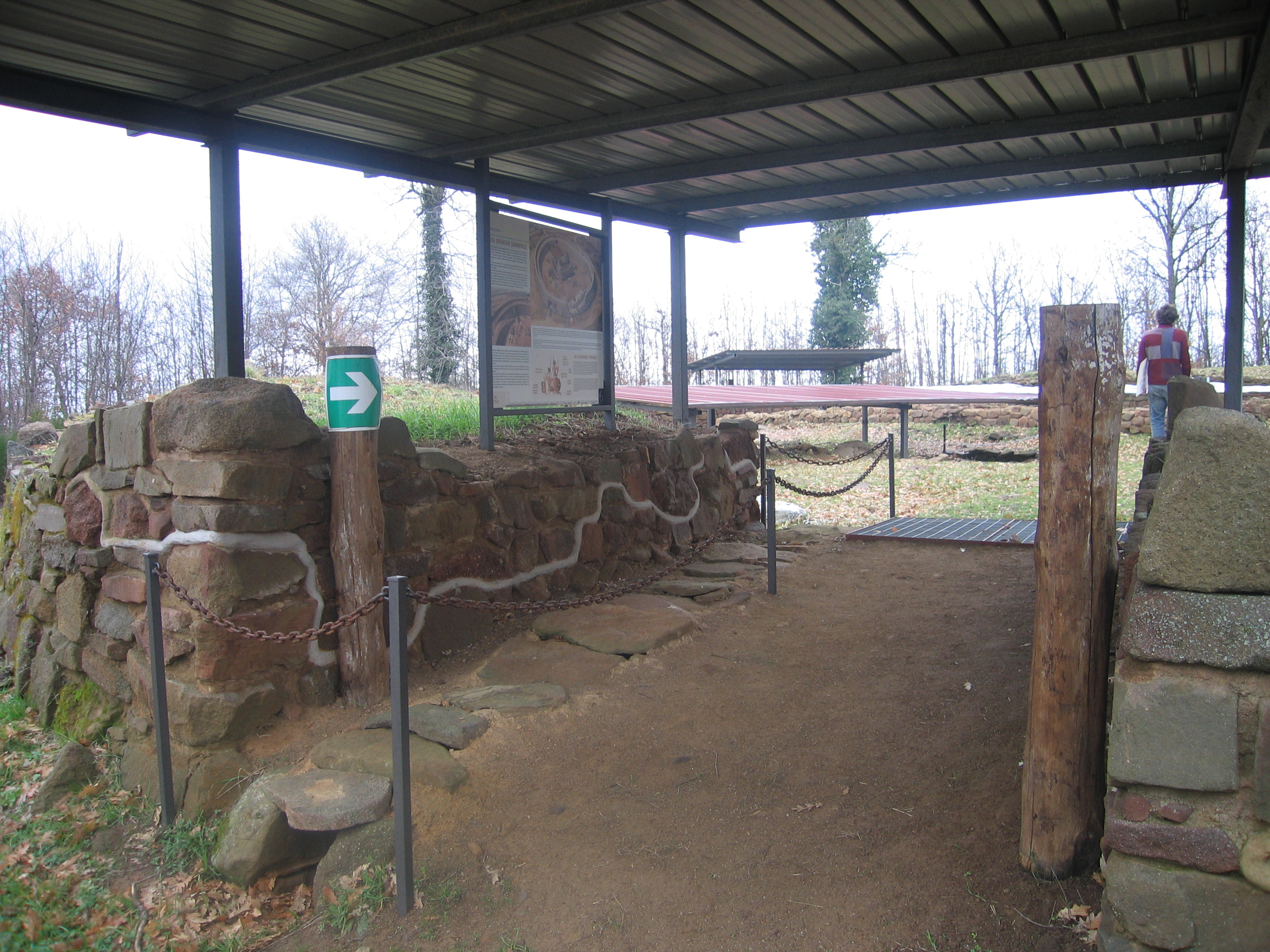
La porta principale della Fortezza di Poggio Civitella
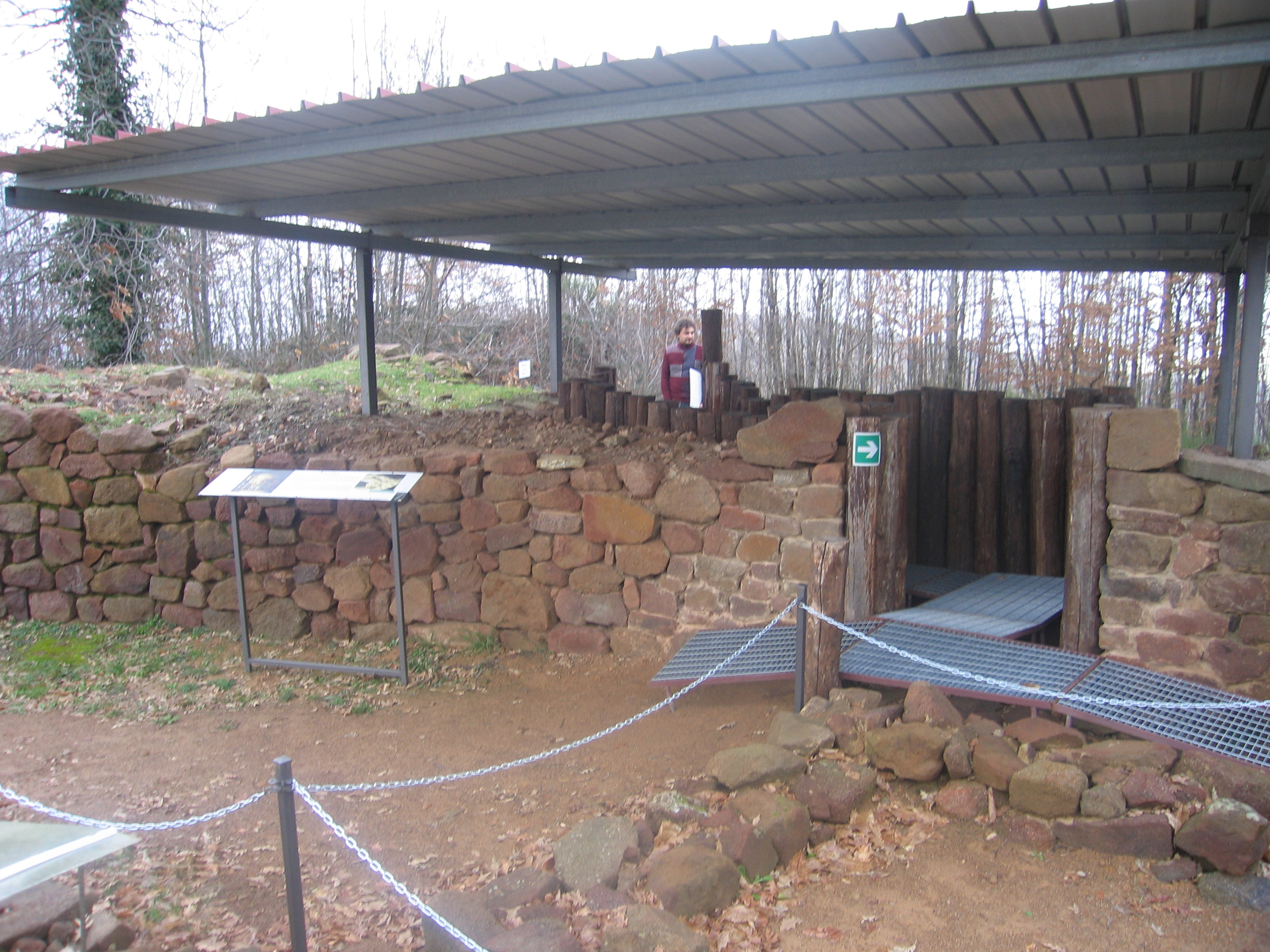
La postierla della Fortezza di Poggio Civitella
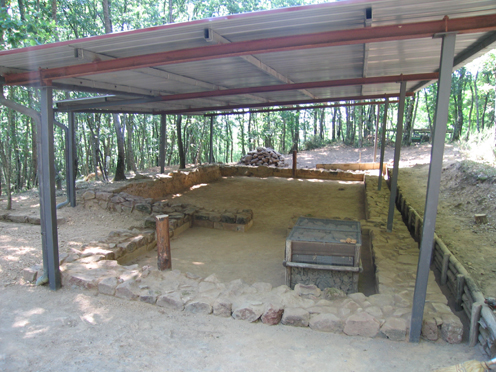
Casa del villaggio arcaico di Poggio Civitella
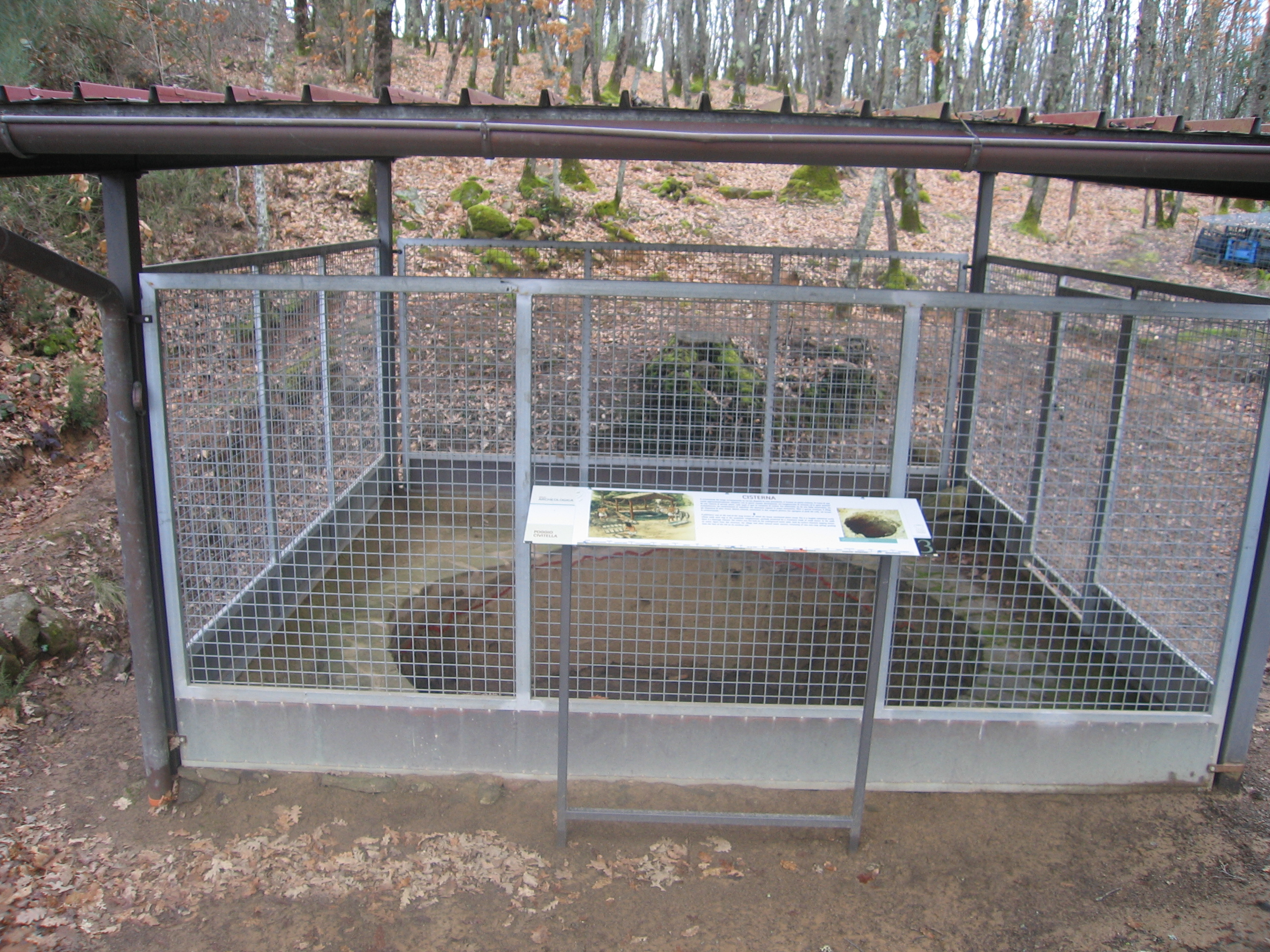
La cisterna del villaggio arcaico di Poggio Civitella